# Alain VIII de Rohan
Pour les articles homonymes, voir Alain de Rohan, Alain et Rohan.
Alain VIII de Rohan (1355-1429), fils  de Jean Ier de Rohan et de Jeanne de Léon (morte en 1372). Vicomte de Rohan de 1396 à sa mort en 1429.

## Biographie
La seigneurie de Blain et le comté de Porhoët passèrent des Clisson aux mains des Rohan par le mariage, en 1380, de Béatrix de Clisson, fille du connétable Olivier V de Clisson, avec Alain VIII de Rohan.
Ils eurent un seul fils : Alain IX de Rohan, vicomte de Rohan après son père et comte de Porhoët par sa mère
Alain VIII de Rohan fit reconstruire le château des Salles de Rohan à la limite de Sainte-Brigitte et Perret.
Les Rohan continuèrent la tradition des Clisson, tout particulièrement du connétable de Clisson ; ils furent bons pour leurs vassaux, sauf au temps de la Réforme, et charitables pour les pauvres[évasif] ; ils travaillèrent à l'embellissement de leur château de Blain qui devint l'un des plus beaux de France.

## Armoiries
| Blason | Blasonnement : De gueules à neuf macles d'or, posées 3, 3, 3. |